# NGC 5830
NGC 5830 (другие обозначения — UGC 9670, MCG 8-27-56, ZWG 248.47, IRAS15001+4804, PGC 53674) — спиральная галактика (Sb) в созвездии Волопас.
Этот объект входит в число перечисленных в оригинальной редакции «Нового общего каталога».